# شلهميت (المهرة)

تعديل مصدري - تعديل

شلهميت هي إحدى قرى عزلة حبروت بمديرية شحن التابعة لمحافظة المهرة، بلغ تعداد سكانها 36 نسمة حسب تعداد اليمن لعام 2004.